# Katya Zamolodchikova

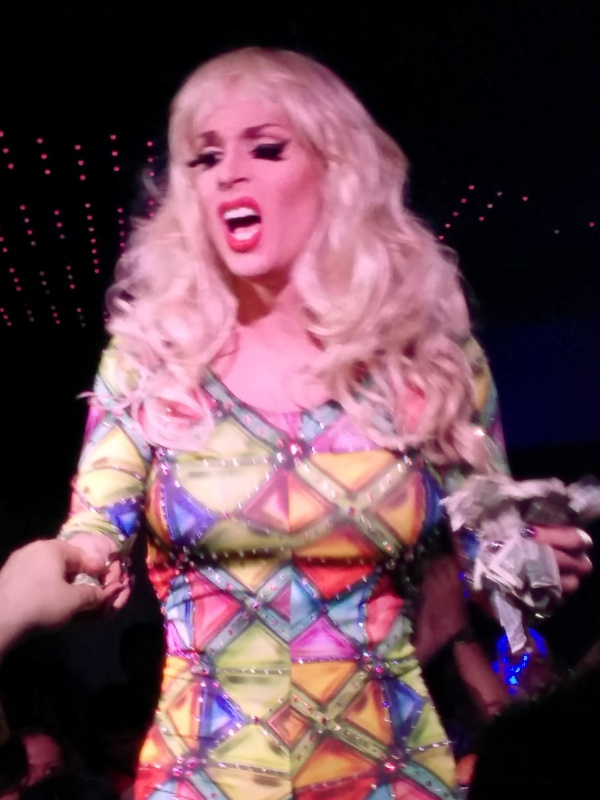
Katya Zamolodchikova

Brian McCook, född 1 maj 1982, känd under artistnamnet Katya Zamolodchikova eller enbart Katya, är en amerikansk dragqueen som blev känd för allmänheten genom sitt deltagande i sjunde sägongen av RuPauls dragrace där hon kom på femte plats, och kom senare på delad andraplats i andra sägongen av RuPaul's Drag Race All Stars. Katya har ofta samarbetat med Trixie Mattel, som också deltog i sjunde säsongen av Drag Race. 
McCook växte upp i Marlborough, Massachusetts och har irländskt påbrå. Han började uppträda med sitt drag-alter ego "Yekaterina (Katya) Petrovna Zamolodchikova" i Boston. Efternamnet togs från den ryska gymnasten Jelena Zamolodtjikova. 

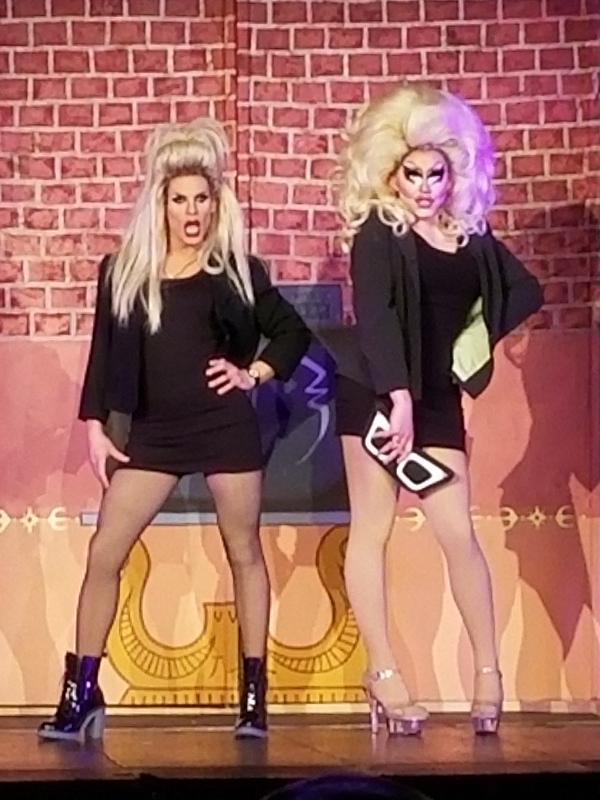
Katya och Trixie Mattel

Efter att ha ansökt fyra gånger valdes Katya som en av deltagarna till sjunde säsongen av RuPaul's Drag Race där hon slutade på femte plats och valdes till "Miss Congeniality". Medan säsongen visades på TV la Katya också ut webbserierna RuGrets ochRuFlections på sin Youtube-kanal. Andra webbserier Katya publicerat på Youtube är Drag 101, Total RuCall, och Irregardlessly Trish. 2016 hade webbserien UNHhhh med Katya och Trixie Mattel premiär på World of Wonders (produktionsbolaget bakom Drag Race) Youtube-kanal. Den fick stor popularitet och Trixie och Katya fick en kortlivad TV-serie på Viceland, The Trixie & Katya Show. Katya, som varit öppen med sin kamp mot missbruk och psykisk ohälsa tog en paus från drag vid denna tid och var i de sista fem avsnitten av The Trixie & Katya Show ersatt av Bob the Drag Queen.
Katya startade senare en podcast, Whimsically Volatile med Craig MacNeil och berättade där om återfall i missbruk och psykos. Katya lämnade podcasten 2019. Året därpå lanserade Katya och Trixie en egen podcast, The Bald and The Beautiful.
Trixie och Katya har även skrivit två böcker, Trixie and Katya's Guide to Modern Womanhood (2020) och Working Girls: Trixie and Katya's Guide to Professional Womanhood (2022).